# Dow Corning
Die Dow Corning Inc. war ein multinationales Chemieunternehmen mit Hauptsitz Midland (Michigan), Vereinigte Staaten. Das Unternehmen war ein Spezialist in der Silizium- bzw. Silikonchemie. Bis zum 1. Juni 2016, als Dow Chemical 100 Prozent der Anteile übernahm, war Dow Corning ein Joint Venture zwischen Dow Chemical und Corning, Inc.

## Geschichte
Während des Krieges wurde mit dem technischen Fortschritt in der Fliegerei die in großen Höhen kondensierende und gefrierende Feuchtigkeit an Motoren und Instrumenten zu einem großen Hindernis und führte zu zahlreichen Unfällen. Um 1942 entwickelte Shailer Bass das erste Produkt für Dow Corning, ein einfaches Silikonfett (Dow Corning #4 Compound), mit dem das Problem gelöst wurde. Dow Corning wurde im folgenden Jahr 1943 offiziell gegründet, um speziell das Anwendungspotential von Silikonen zu untersuchen und zu nutzen.
1945 wurde das Werk in Midland, Michigan eröffnet. In den folgenden Jahren wurde die Produktpalette erweitert und ein weiteres Werk für Endprodukte in Greensboro (North Carolina) eröffnet. 1959 konnte erstmals hochreines Polysilizium erzeugt werden – Hemlock (Michigan) wurde Standort des ersten Polysiliziumwerkes. 1964 wurde Alpha-Molykote aufgekauft, eine Firma, die sich auf Schmierstoffe spezialisiert hatte. Die Eigenschaften von Molykote und Siliconen wurden kombiniert, um verbesserte Schmierstoffe zu erzeugen.
1966 gründete Dow Corning Joint Ventures mit Toray Silicone und Shin-Etsu Handotai, um seine Aktivitäten nach Japan auszudehnen. In den folgenden Jahren entwickelte Dow Corning zahlreiche medizinische Anwendungen, aber auch Materialien, die in der Weltraumfahrt oder der Automobilindustrie zum Einsatz kommen.
1995 musste Dow Corning Insolvenz nach Chapter 11 anmelden – tausende Gerichtsklagen und Schadensersatzforderungen im Zusammenhang mit Brustimplantaten bedrohen die Überlebensfähigkeit der Firma. Nach Errichtung eines Sicherungsfonds von mehreren Milliarden US-Dollar und der Rückversicherung durch die Mütter Dow Chemicals und Corning wurde Dow Corning 2004 aus dem Chapter 11 entlassen. Ein direkter Zusammenhang zwischen Brustkrebs oder Autoimmunkrankheiten und Silikonimplantaten konnte nicht nachgewiesen werden.
Im Jahr 2002 wurde Xiameter als neue Marke für Standardprodukte gegründet, diese sollten über eine Online-Plattform vertrieben werden.
Dow Corning expandierte in den nächsten Jahren weiter, vor allem in China und Indien.
Im Dezember 2015 erklärte Dow Chemical, im Rahmen des Zusammenschlusses mit DuPont seine Beteiligung an Dow Corning vollständig zu übernehmen.

## Hemlock Semiconductor
Hemlock Semiconductor (HSC) ist ein Unternehmen, das nach der Übernahme von Dow Corning durch Dow Chemical zu 40,25 % Dow Chemical, 40,25 % Corning inc. und 19,5 % Shin-Etsu gehört. Hemlock wurde 1960 gegründet und begann 1961 die Produktion von polykristallinem Silizium in Midland. Hemlock beliefert die Halbleiterindustrie und die Solarindustrie mit Polysilizium.

## Dow in Deutschland
In Deutschland hatte das Unternehmen 2010 etwa 350 Beschäftigte, Hauptsitz der Dow Corning GmbH war Wiesbaden in Hessen.
Stand 2022 beschäftigt Dow rund 3.600 Mitarbeiter an 13 Standorten. Die Deutschlandzentrale des Unternehmens befindet sich weiterhin in Wiesbaden. Die größten Produktionsstandorte liegen in Niedersachsen (Stade) sowie in Sachsen (Böhlen) und Sachsen-Anhalt (Schkopau).

## Produkte
Dow Corning bot weltweit über 7000 verschiedene Produkte an. Das Sortiment umfasste silikonbasierte Dichtmassen, Klebstoffe, Elastomere, Schmierstoffe, Dämmstoffe, Imprägniermittel, pharmazeutische- und insbesondere dermatologische Anwendungen, Flüssigsilikone und Silikonwachse. Die Produkte wurden unter den Markennamen Dow Corning und Xiameter – einer Online-Plattform für Standardprodukte – vertrieben.